# Tầng Word
| Hệ/ Kỷ                               | Thống/ Thế   | Bậc/ Kỳ      | Tuổi (Ma) | Tuổi (Ma) |
| ------------------------------------ | ------------ | ------------ | --------- | --------- |
| Trias                                | Hạ/Sớm       | Indu         | trẻ hơn   | trẻ hơn   |
| Permi                                | Lạc Bình     | Trường Hưng  | 251.902   | 254.14    |
| Permi                                | Lạc Bình     | Ngô Gia Bình | 254.14    | 259.1     |
| Permi                                | Guadalupe    | Capitan      | 259.1     | 265.1     |
| Permi                                | Guadalupe    | Word         | 265.1     | 268.8     |
| Permi                                | Guadalupe    | Road         | 268.8     | 272.95    |
| Permi                                | Cisural      | Kungur       | 272.95    | 283.5     |
| Permi                                | Cisural      | Artinsk      | 283.5     | 290.1     |
| Permi                                | Cisural      | Sakmara      | 290.1     | 295.0     |
| Permi                                | Cisural      | Assel        | 295.0     | 298.9     |
| Carbon                               | Pennsylvania | Gzhel        | già hơn   | già hơn   |
| Phân chia kỷ Permi theo ICS năm 2017 |              |              |           |           |

Tầng Word (còn gọi là tầng Kazan) là tầng động vật thứ hai của thế Guadalupe trong kỷ Permi. Nó kéo dài từ khoảng 268,0 ± 0,7 triệu năm trước (Ma) tới khoảng 265,8 ± 0,7 Ma. Tên gọi của nó lấy theo thành hệ Word (Word formation) của núi Glass trong dãy núi Guadalupe. Đứng trước nó là tầng Road còn đứng sau nó là tầng Capitan.
GSSP chính thức của ICS là mạch đá lộ thiên Getaway, đèo Guadalupe, đông nam dãy núi Guadalupe, Texas, Hoa Kỳ. Mốc đánh dấu sự bắt đầu của tầng này là thời điểm xuất hiện lần đầu tiên của loài động vật răng nón Jinogondolella aserrata. Mốc đánh dấu sự kết thúc của tầng này là thời điểm xuất hiện lần đầu tiên của loài động vật răng nón Jinogondolella postserrata.